# محسن فروزان
محسن فروزان ((بالفارسية: محسن فروزان‏)؛ مواليد 3 مايو 1988 في رشت) هو لاعب كرة قدم إيراني يلعب مع سياه جامغان في دوري المحترفين الإيراني كحارس مرمى. مثّل منتخب إيران لكرة القدم.

## روابط خارجية
- محسن فروزان على موقع قاعدة بيانات كرة القدم.إي يو (الإنجليزية)
- محسن فروزان على موقع ناشيونال فوتبول تيمز (الإنجليزية)
- محسن فروزان على موقع Soccerway.com (الإنجليزية)